# Телефонная сеть
Телефонная сеть — это совокупность технических сооружений и оборудования, предназначенных для осуществления телефонной связи и состоящая из телефонных узлов связи, телефонных станций, линий связи и оконечных абонентских терминалов и т.п..  
Оконечным абонентским терминалом как правило является телефонный аппарат, снабженный номеронабирателем или клавиатурой для ручного ввода требуемого телефонного номера, либо имеющий так называемый автонабор. Оконечный терминал служит прежде всего для установления голосового сеанса связи. Однако, терминалы могут использоваться и для других целей - модемных соединений, передачи факсимильных сообщений. Развитие технологий привело к тому, что посредством оконечных терминалов можно организовывать сеансы видео-связи, а также осуществлять доступ в Интернет (см. ADSL, GPRS, LTE).
Линии связи телефонной сети подразделяются на воздушные, кабельные, радиорелейные, оптические (лазерные) и спутниковые. В целях эффективного использования линий в них с помощью аппаратуры уплотнения (мультиплексирования) создают определённое число типовых каналов связи тональной частоты (300—3400 гц). На телефонных станциях и узлах производится коммутация линий и каналов связи, объединение и распределение потоков телефонных сообщений.         
По функциональному и структурному признакам телефонные сети многих стран мира подразделяются на местные (внутренние, сельские и городские), внутризоновые, зоновые, междугородные и международные.  
Объединение местных и МГ/МН сетей получило название телефонной сети общего пользования (ТФОП).

## Местные и зоновые телефонные сети
Сельские телефонные сети организованы по так называемому радиально-узловому принципу: оконечные телефонные станции (ёмкостью 50—200 номеров каждая) соединяют между собой через узловую станцию, а узловые — через центральную, имеющую выход на автоматическую междугородную телефонную станцию (АМТС). 
Городские телефонные сети бывают нерайонированные (если в городе одна телефонная станция) и районированные (если их несколько). При малой ёмкости последних (до нескольких десятков тысяч номеров) районные автоматические телефонные станции (РАТС) соединяют между собой по принципу «каждая с каждой», и любая из РАТС имеет выход на АМТС. В крупных же телефонных сетях (ёмкостью до нескольких сотен тысяч номеров и более) целесообразна (в качестве средства повышения эффективности использования линий связи наряду с их уплотнением) организация так называемых узлов входящих и исходящих сообщений, через которые РАТС и выходят на АМТС.        
Обычно территорию страны разделяют на условные зоны (зоны нумерации); их число в различных государствах составляет 50—200. В пределах каждой зоны функционируют 1 или 2 АМТС и обслуживаемые ими станции местных телефонных сетей.
Эти АМТС совместно с линиями связи, соединяющими их между собой и с местными сетями данной зоны, образуют внутризоновую телефонную сеть.
Зоновая телефонная сеть представляет собой совокупность местных и внутризоновой телефонных сетей.
Отдельной строкой опорные сети сотовой связи, которые, в России относят к зоновым, ввиду того, что как правило операторы сотовой связи работают на уровне конкретного региона.

## Технологические телефонные сети
Обособленные внутренние телефонные сети применяются в организациях — например в коммерческих, в различных министерствах и ведомствах, в правительствах и в администрациях различных территорий и муниципалитетов, в предприятиях торговли, в промышленности, а также в силовых структурах и т.п. 
Внутренняя телефонная сеть служит для обеспечения внутренних потребностей коммуникации между сотрудниками и для связи с  пользователями ТфОП. Внутренняя сеть имеет такую же структуру, как и другие телефонные сети, используется сходное телефонное оборудование и аналогичные принципы функционирования. 
В небольших организациях внутренняя телефонная сеть представляет собой несколько абонентских устройств пользователей и оборудование коммутации, обеспечивающее автоматическое установление связи — например мини-АТС или услуга Centrex или виртуальная АТС от телекоммуникационной компании. В этом случае внутренняя телефонная сеть может рассматриваться как вариант местной телефонной сети. 
Тем не менее, масштабы внутренних телефонных сетей могут быть значительными, в связи с большим числом сотрудников и распределенным характером работы подразделений организации. Например, ведомственные сети связи могут обеспечивать услуги телефонии для сотрудников разных отделов и департаментов большой государственной организации на территории целой страны и в каком-то смысле иметь параллельную структуру, аналогичную нескольким городским телефонным сетям, соединенными в ТфОП. 
К особенностям внутренних телефонных сетей относятся применяемые внутренние телефонные номера (как правило 3-6-тизначные, в зависимости от масштаба организации) и изолированность внутренней телефонной сети от пользователей телефонных сетей "внешнего мира". 
Некоторые внутренние сети имеют полностью закрытый характер. Однако, зачастую, пользователи внутренней телефонной сети могут иметь доступ в какую-либо другую местную телефонную сеть (в т.ч. ТфОП) и наоборот. Применяется специальные средства, позволяющие совершать вызовы между абонентскими устройствами с внутренними номерам и пользователями с внешними номерами — такие как услуги специалистов-операторов (телефонисток), автоматические телефонные сервисы DISA ("прямой внутрисистемный доступ") или голосовые меню. Внутренние телефонные номера сотрудников организации при необходимости сопоставляются с внешним телефонным номером (или с несколькими внешними телефонными номерами организации), См. также DID и DOD.

## Междугородние и международные телефонные сети (дальняя связь)
Междугородная телефонная сеть — это совокупность автоматических международных телефонных станций всех зон, узлов автоматической коммутации (УАК) и линий связи, соединяющих их между собой.  
При этом узлы автоматической коммутации предназначены для осуществления транзитных соединений междугородных каналов и организации обходных путей. В телефонной сети, построенных по радиально-узловому принципу, при достаточно больших потоках телефонной сигнализации между отдельными телефонными станциями создают так называемые поперечные линии связи. Введение УАК и УС позволило существенно уменьшить количество поперечных линий, требующихся для пропуска по телефонной сети всех поступающих телефонных сообщений в заданном направлении и с заданным качеством обслуживания (например, не более 1% отказов).         
Международная телефонная сеть — совокупность международных АМТС, узлов автоматического транзита для международной, в том числе межконтинентальной, связи и линий, соединяющих их между собой.         
Основные направления развития телефонных сетей — повышение уровня автоматизации процессов установления соединений на телефонных станциях и узлах; внедрение АТС и УАК, не требующих постоянного обслуживания. В состав последних включаются устройства отображения, контроля и коррекции состояния сети, которые по адресной информации (по номеру вызываемого абонента) должны отыскивать в сети оптимальные пути установления соединений. В телефонную технику внедряются средства микроэлектроники и электронные управляющие машины. Развитие телефонных сетей осуществляется с учётом включения её в состав создаваемой Единой автоматизированной системы связи. 

## Конвергенция
С появлением и развитием компьютерных сетей и Интернета появилась возможность передавать голос посредством технологии IP-телефонии. К настоящему времени, мультисервисные сети активно используются, как для передачи данных, так и для телефонии. Такое явление объединения изначально принципиально разных систем получило название конвергенции услуг связи.

## см. также
- Телефония
- Телефонный разговор
- Телефонный номер
- Телефонная сеть общего пользования
- Дальняя связь - междугородняя и международная связь